# Something in the Way
«Something in the Way» —en español: «Algo en el camino»— es una canción de la banda de rock estadounidense Nirvana, escrita por el vocalista y guitarrista Kurt Cobain. Es la canción número 12 de su segundo álbum, Nevermind, lanzado en septiembre de 1991. Es la última canción incluida en la lista del álbum, aunque la mayoría de las copias de Nevermind también incluyen la pista oculta «Endless, Nameless», que ocupa la misma pista que «Something in the Way» y comienza después de aproximadamente 10 minutos de silencio.
Nunca lanzado como sencillo y nunca como parte constante de la lista de canciones en vivo de la banda, «Something in the Way» se ubicó por primera vez en agosto de 2020, después de aparecer en el primer tráiler de la película de superhéroes estadounidense, The Batman. La canción alcanzó el puesto número dos en la lista de ventas de canciones digitales de rock de EE. UU. de Billboard, y el número cinco en sus listas de ventas de canciones digitales alternativas de EE. UU. También alcanzó el top 20 en las listas de música digital de Amazon Music y iTunes.

## Significado
Se creía que «Something in the Way» fue escrita durante el tiempo en el que su autor Kurt Cobain, no tenía un hogar y dormía debajo del puente de la calle Young en su pueblo natal, Aberdeen (Washington). Este mito, propagado por Cobain, fue refutado en el 2001 con la publicación de la biografía de Cobain Heavier than Heaven, escrita por Charles Cross, que afirmaba que hubiera sido llevado por la marea del río Wishkah si éste hubiera pasado una noche ahí. En realidad, Cobain pasaba su tiempo durmiendo en casas de amigos, cajas de cartón, apartamentos abandonados y salas de espera de hospitales del pueblo.
La canción fue escrita en 1990, ya que fue tocada por primera vez en el The Off Ramp Cafe el 25 de noviembre de 1990 en Seattle.

## Grabación
De acuerdo al productor de Nevermind, Butch Vig, los planes originales de Cobain consistían en que toda la banda grabara la canción, pero cuando los primeros intentos de esto fracasaron, Cobain interpretó la canción para Vig para mostrarle como debía sonar. Vig se sintió impresionado con el sonido de la interpretación, y después de desactivar el aire acondicionado y los teléfonos del estudio, encendió los micrófonos y grabó la canción de la misma manera. Esta parte se convirtió en la más importante de la pista; el baterista Dave Grohl y el bajista Krist Novoselic añadieron posteriormente sus partes, pese a que ambos tuvieron algunas dificultades con el ritmo lento de la canción. Novoselic también tuvo problemas para afinar su bajo al tono de la guitarra de Cobain (una antigua guitarra acústica Stella de 12 cuerdas con 5 cuerdas de nilón que difícilmente se mantenían afinadas) y Grohl tuvo que dejar a un lado su conocido estilo pesado en la batería para que la canción obtuviese un suave sonido. En el último día de las sesiones de grabación, Kirk Canning, un amigo de la banda, complemento la canción con una melodía de violonchelo, aunque también tuvo dificultades para afinar su instrumento con la guitarra de Cobain.

## Versiones comerciales
Una versión en vivo de la canción aparece en el video de 1994 Live! Tonight! Sold Out!!. Esta fue grabada en Osaka (Japón), el 14 de febrero de 1992.
Otra versión en vivo de la canción aparece en el álbum acústico de 1994 MTV Unplugged in New York. La misma versión fue usada como un lado B en el sencillo de la versión acústica de «About a Girl», y en ediciones japonesas de la compilación de grandes éxitos de la banda Nirvana. Esta versión incluye a Pat Smear como segundo guitarrista, y a Lori Goldston en el violonchelo.
Una versión eléctrica fue grabada en el programa de Mark Goodier en BBC Radio One en los estudios de la BBC en Londres. Fue grabada el 9 de noviembre de 1991. Esta versión es eléctrica, y fue lanzada oficialmente en la versión de aniversario del álbum Nevermind.

## Apariciones en películas
Una versión cómica de «Something in the Way» fue tocada por Jerry O'Connell (que interpretaba a la estrella de fútbol americano Frank Cushman) en la película de 1996 (dirigida por Cameron Crowe) Jerry Maguire. La grabación original fue usada en la película de 2005 Jarhead, dirigida por Sam Mendes. El 22 de agosto de 2020 se incluye la canción en el primer tráiler de la película de Matt Reeves The Batman. La canción aparece dos veces en la película. Y gracias a la película la canción aumento 1200 veces su reproducción en Spotify

## Versiones por otros artistas
«Something in the Way» ha sido versionada por:
- La banda Galesa Stereophonics.
- El músico británico de trip hop Tricky.
- La banda estadounidense de hard rock/heavy metal Burning Brides.
- La banda estadounidense de action rock Monty.
- La banda estadounidense de Post-Grunge Seether.
- El artista canadiense de hip-hop McEnroe.
- En quechua por la banda peruana Uchpa.
- El grupo At Sea, cuya versión se incluye en la banda sonora del videojuego The Last of Us.
- La banda sueca de Metal Avatar en su quinto álbum Hail the Apocalypse
- El músico español José Riaza crea una adaptación libre en español para su álbum Tribulaciones del éxito relativo.

## Personal
- Kurt Cobain: guitarra acústica y voz
- Krist Novoselic: bajo
- Kirk Canning: violonchelo
- Dave Grohl: batería y coros